# جاری ایزومیتا
جاری ایزومیتا (انگلیسی: Jari Isometsä؛ ۱۱ سپتامبر ۱۹۶۸ – ) اسکی‌باز صحرانوردی اهل فنلاند بود.